# Werner Albert
Werner Albert (* 4. August 1901 in Rath bei Düsseldorf; † 29. Mai 1980 in Solingen) war ein deutscher Ingenieur. Er war Vorstand und Betriebsführer und später Direktor der Kronprinz AG für Metallindustrie, Solingen-Ohligs (Mannesmann-Konzern) und Wehrwirtschaftsführer.

## Leben
Er war der Sohn von Franz Albert. Nach dem Schulbesuch studierte er an der Technischen Hochschule München und promovierte 1926 an der Technischen Hochschule Aachen zum Dr.-Ing. Er wurde 1936 Direktor des Werkes Witten und später Vorstand und Betriebsführer der Kronprinz AG für Metallindustrie, Solingen-Ohligs, war Geschäftsführer der Röhrenwerke Hilden GmbH und Beirat der Metallwerke Ohligs GmbH.
Er war bis 1945 Wehrwirtschaftsführer, Mitglied des Wehrwirtschaftsrates und nach 1945 auch langjähriger Vorsitzender des Arbeitgeberverbandes in Solingen. Er gehörte auch dem Verein Deutscher Ingenieure (VDI)  mit der Mitgliedsnummer 25016 an.